# Classification chinoise des troubles mentaux
 (avril 2017).
Si vous disposez d'ouvrages ou d'articles de référence ou si vous connaissez des sites web de qualité traitant du thème abordé ici, merci de compléter l'article en donnant les références utiles à sa vérifiabilité et en les liant à la section « Notes et références ».
La Classification chinoise des troubles mentaux (CCTM ; en chinois : 中国精神疾病分类方案与诊断标准, en anglais : Chinese Classification of Mental Disorders), publiée par la Société chinoise de psychiatrie (SCP), est un guide médical utilisé en Chine pour diagnostiquer les troubles mentaux. Le manuel est actuellement à sa troisième version, la CCTM-3, rédigée en chinois et en anglais. Il est intentionnellement similaire à la structure et aux catégorisations de la CIM et du DSM, les deux manuels diagnostics les plus utilisés, bien qu'il inclut certaines variations de leurs propres diagnostics et autour de 40 autres diagnostics liés à la culture.

## Historique
Le premier schéma chinois de classification est apparu en 1979. Un système de classification révisé, celui de la CCTM-1, devient disponible dès 1981 et, de loin, modifié en 1984 (CCTM-2-R). La CCTM-3 est publié en 2001. De nombreux psychiatres chinois croyaient que ce manuel avait un meilleur impact que les autres, liant simplicité, stabilité, l'inclusion des catégories culturelles et l'exclusion de certains diagnostics. La traduction chinoise de la CIM-10 était linguistiquement perçue comme étant compliqué, contenant de très longues phrases et des termes et syntaxes compliqués.

## Catégories diagnostiques
Le diagnostic de la dépression est inclus dans la CCTM, exposant des critères similaires à ceux de la CIM et du DSM. Cependant, la neurasthénie connaît un diagnostic plus poussé. Bien que trouvés dans la CIM, ces diagnostics prennent une forme particulière en Chine, appelés shenjing shuairuo, représentant les plaintes somatiques (corporelles) aussi bien que la fatigue ou la déprime. La neurasthénie possède un diagnostic moins stigmatisant que celui de la dépression en Chine. Le concept de neurasthénie en tant que trouble du système nerveux est également bien perçu dans l'épistémologie chinoise traditionnelle (les causes des maladies).
Le diagnostic de la schizophrénie est inclus dans la CCTM. Il est appliqué dans la psychiatrie chinoise. 
Certaines expressions de ces diagnostics sont différentes, par exemple, les termes « trouble de la personnalité borderline » dans le DSM, ou « troubles de la personnalité émotionnellement labile » dans la CIM, tandis que la CCTM le classe en tant que « trouble de la personnalité impulsive ».
Les diagnostics spécifiques à la culture chinoise et asiatique, bien qu'ils puissent être exclus de la CIM ou du DSM, incluent :
- Réaction psychotique de Qigong. Le qigong est une méthode chinoise de méditation/posture/exercice. Il est lié à la clinique chinoise de la psychose.

Selon les adeptes de la secte Falun Gong, ce diagnostic aurait été créé dans le but de faire interner ses membres en hôpital psychiatrique.[réf. souhaitée]
- Koro - peur que les parties génitales (et également les seins féminins) ne rétrécissent et se rétractent dans le corps.
- Troubles mentaux dus aux superstitions ou aux histoires de sorcières.

La CCTM-3 retient la catégorie de l'« homosexualité égodystonique ».